# 白杨沟镇
白杨沟镇，是中华人民共和国新疆维吾尔自治区塔城地区乌苏市下辖的一个乡镇级行政单位。

## 行政区划
白杨沟镇下辖以下地区：
虚拟白杨沟村。